# Подокса
Подокса — река в России, протекает по Ивановской области. Устье реки находится в 11 км от устья Вязьмы по правому берегу. Исток реки теряется в заболоченных лесах Лежневского района на границе с Тейковским районом Ивановской области и Владимирской областью. Часть верхнего течения реки образует границу между Ивановской и Владимирской областями. Длина реки составляет 27 км, площадь водосборного бассейна — 163 км². Не судоходна.
Вдоль русла реки расположены населённые пункты: Башмаки.

## Данные водного реестра
По данным государственного водного реестра России относится к Окскому бассейновому округу, водохозяйственный участок реки — Уводь от истока и до устья, речной подбассейн реки — Бассейны притоков Оки от Мокши до впадения в Волгу. Речной бассейн реки — Ока.
Код объекта в государственном водном реестре — 09010301012110000033175.

## Притоки
- Фимаковка (левый)
- Воловик (левый)
- Яхринка (правый)
- Крутец (правый)
- Баранов ручей (правый)